# الیور الزورت
الیور الزورت (به انگلیسی: Oliver Ellsworth) سناتور سابق عضو حزب فدرالیست (آمریکا) بود. وی در سال ۱۷۸۹ تا ۱۷۹۶ میلادی سناتور ایالت کنتیکت در سنای ایالات متحده آمریکا بود.